# Kostel Nanebevzetí Panny Marie (Netín)
Římskokatolický farní kostel Nanebevzetí Panny Marie je sakrální stavba, stojící na návrší nad centrem obce Netín. Původně románský kostel ze 13. století byl koncem 15. století rozšířen a v 18. století barokně upraven. Od roku 1714 jde o poutní místo. Je chráněn jako kulturní památka.

## Historie
Původní románský kostel vznikl pravděpodobně koncem 13. století, poprvé je zmiňován roku 1414. Jednalo se o obdélnou stavbu s plochým stropem. Na konci 15. století byl kostel značně rozšířen a přestavěn v gotickém slohu. Staré kněžiště vystřídalo nové mohutné, polygonálně zakončené kněžiště s opěráky. K jeho severní straně byla doplněna sakristie, stěny lodi zpevnily opěráky. Zřejmě ve druhé polovině 16. století proběhla výstavba věže, kostel zároveň dostal nové fasády. V roce 1728 došlo k zbudování oratoře nad sakristií, s přístupovým točitým schodištěm z nové předsíně sakristie. Velkou rekonstrukci kostel podstoupil v letech 1739–1740. Tehdy došlo také k zaklenutí lodě, které nese santiniovské rysy. Původní, zřejmě dřevěné zvonicové patro věže nahradil zděný nástavec. Z důvodu statického zajištění kněžiště byly opěráky stavebně propojeny slepými arkádami. Údajně roku 1770 vznikla v lodi nová zděná kruchta.
Od roku 1714 se datuje historie mariánských poutí z Velkého Meziříčí do Netína, jejichž tradice nebyla nikdy přerušena.
V 19. století byl kostel pseudogoticky vymalován. Tato výmalba byla zabílena v šedesátých letech 20. století, kdy byly na zdech lodi objeveny pozdně gotické nástěnné malby. Počátkem 21. století proběhla zásadní oprava varhan.

## Architektonická podoba
Kostel Nanebevzetí Panny Marie stojí na návrší severně od centra obce. Jedná se o jednolodní, přibližně orientovanou stavbu. Krátká loď je v jádru románská, zaklenutá barokní plackou s lunetami. Kostelu dominuje věž s barokní hlavicí, představená západnímu průčelí lodi. Ve valeně zaklenutém podvěží je hlavní vstup do kostela, tvořený barokním portálem. Na obdélnou loď navazuje poněkud užší presbytář, přibližně stejné délky. Má trojboký závěr a je sklenut třemi poli křížové klenby s žebry. Loď a kněžiště odděluje vítězný oblouk. V presbytáři jsou zachována gotická sedilia a prosté pastoforium. Při severní straně presbytáře se nachází malá obdélná sakristie, sklenutá jedním polem křížové klenby se žebry. Nad ní je oratoř.

## Zařízení
V presbytáři se nachází novogotický oltář z roku 1911. Ve skříňce nad svatostánkem se nachází soška Panny Marie s Ježíškem, nazývaná Panna Maria usmívající. Barokní boční oltáře byly demontovány ve 20. století v důsledku objevení gotických maleb na zdech za nimi. Obrazy z nich, zobrazující sv. Vendelína a sv. Jana Nepomuckého, jsou zavěšeny v presbytáři. Jejich autorem je Ignác Weidlich. U vchodu z presbytáře do sakristie je při zdi křtitelnice z roku 1551, nad níž na zdi je upevněna barokní plastika Nejsvětější Trojice. Pozoruhodně jsou řešeny obrazy barokní křížové cesty v lodi. Tvoří je jeden velký obraz, rozdělený na čtrnáct polí. Pod barokní kruchtou je dvojice nových zpovědnic, v podvěží jsou zachovány dvě zpovědnice barokní. Kostelní lavice jsou nové, ale respektují tradiční tvarosloví. Varhany na kruchtě mají barokní skříň z roku 1681. Vitráže v oknech kostela pocházejí z roku 1892.
V kostele jsou dvě hrobky, v nichž je pohřbeno šest osob.

## Okolí kostela
Kostel je součástí pozoruhodného, esteticky působivého areálu, tvořeného ještě starým hřbitovem, márnicí a přízemní barokní farou. Z návsi vede ke kostelu z jedné strany schodiště. U vnější zdi starého hřbitova se nachází Boží muka a dvě desky se jmény netínských farníků, padlých v první a druhé světové válce. Severovýchodně od kostela se nachází nový hřbitov. Od něj stoupá do mírného svahu čtrnáct kapliček křížové cesty s obrazy zastavení, malovanými na plechu. Na konci křížové cesty se nachází novogotická cihlová hrobka Lobkoviců a Podstatských z Prusinovic, majitelů zámku ve Velkém Meziříčí.

## Poutě
Poutní bohoslužby jsou každou první sobotu v měsíci a hlavní pouť je v neděli nejblíže 15. srpnu. V den slavnosti se koná také slavnostní mše svatá. O hlavní pouti jsou mše svaté v 6:30, 8:00, 9:30 a v 11:00 je hlavní poutní mše svatá.

## Galerie

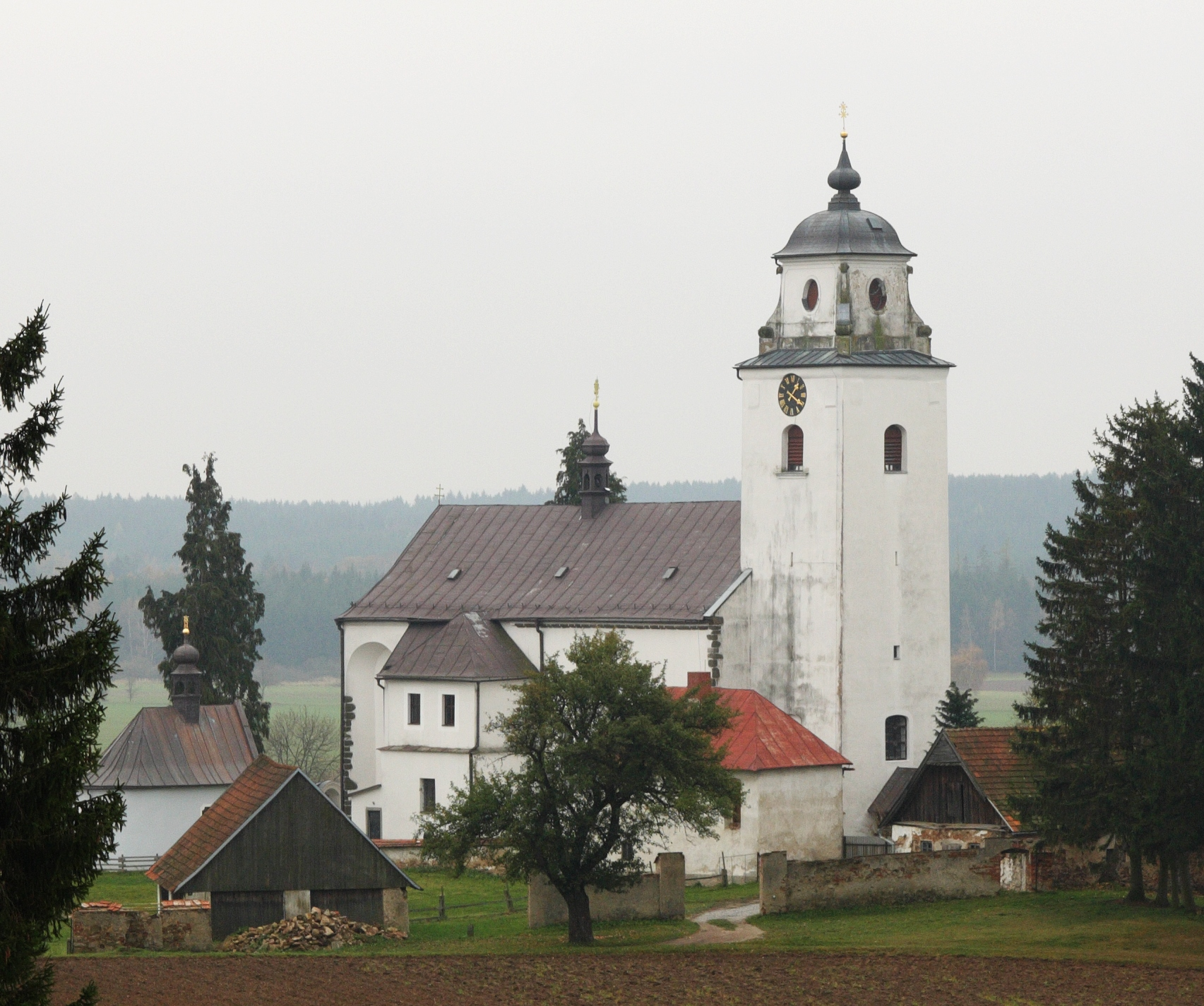
pohled od severozápadu
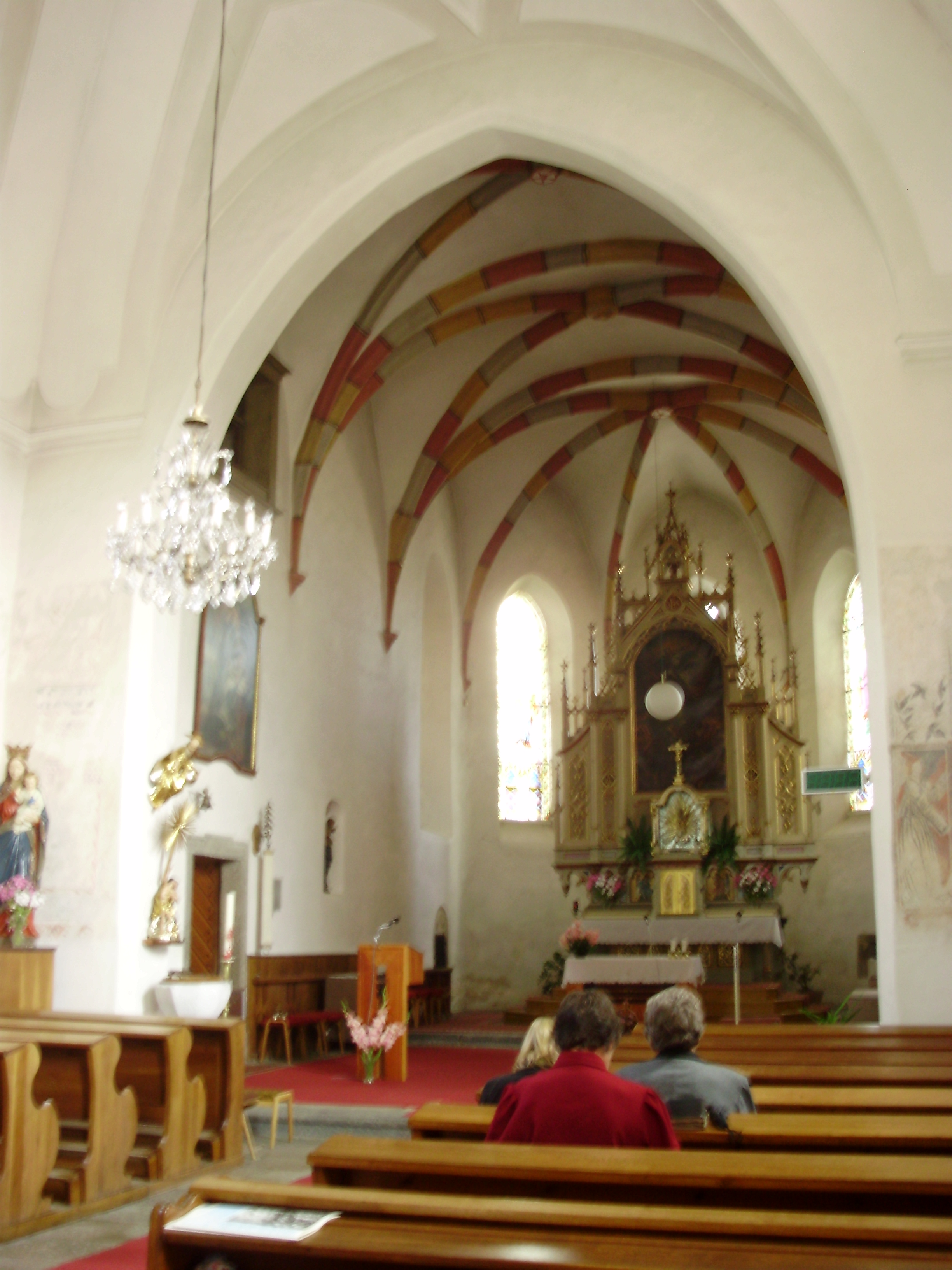
pohled z lodi do kněžiště
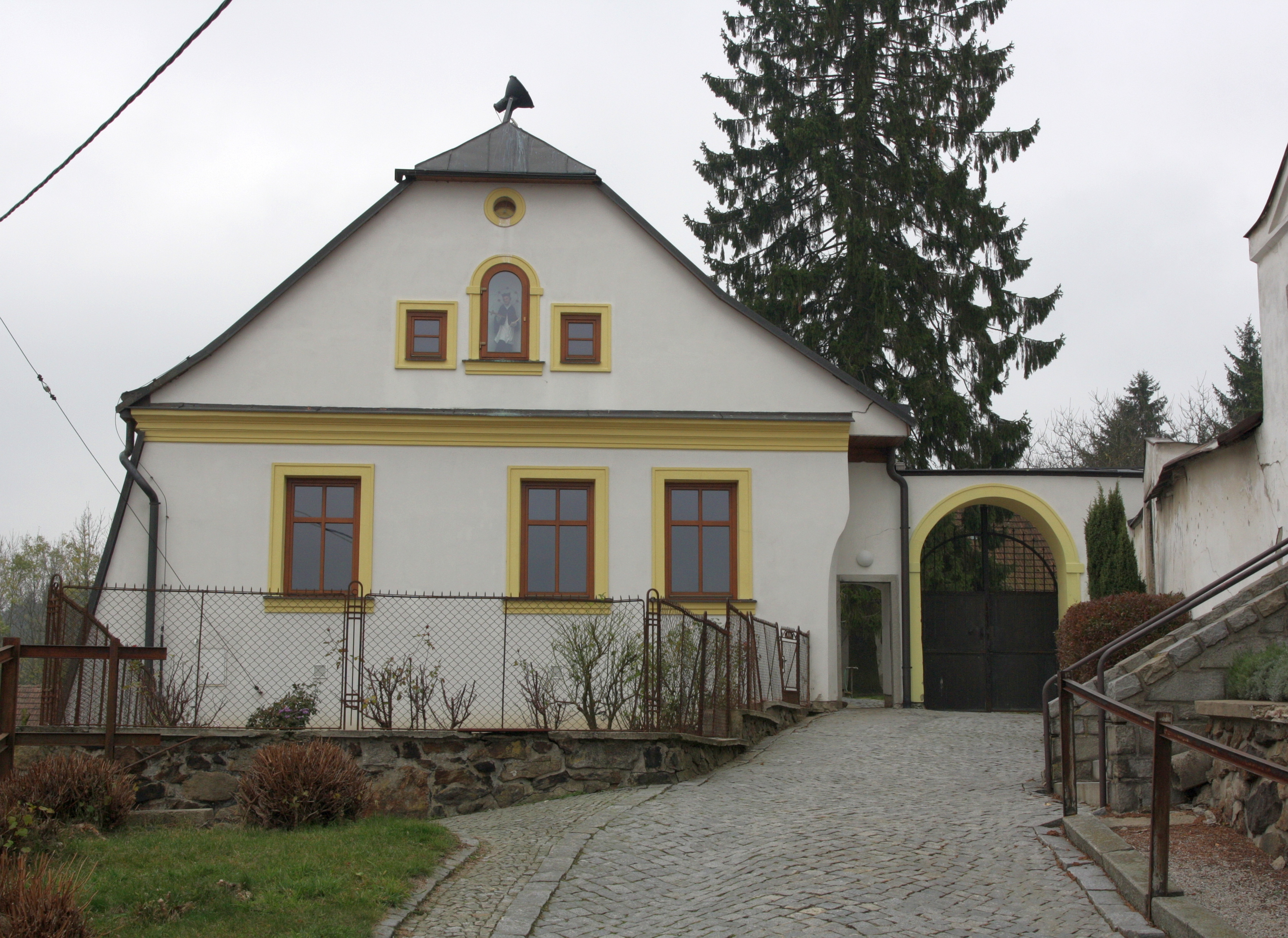
budova fary u kostela
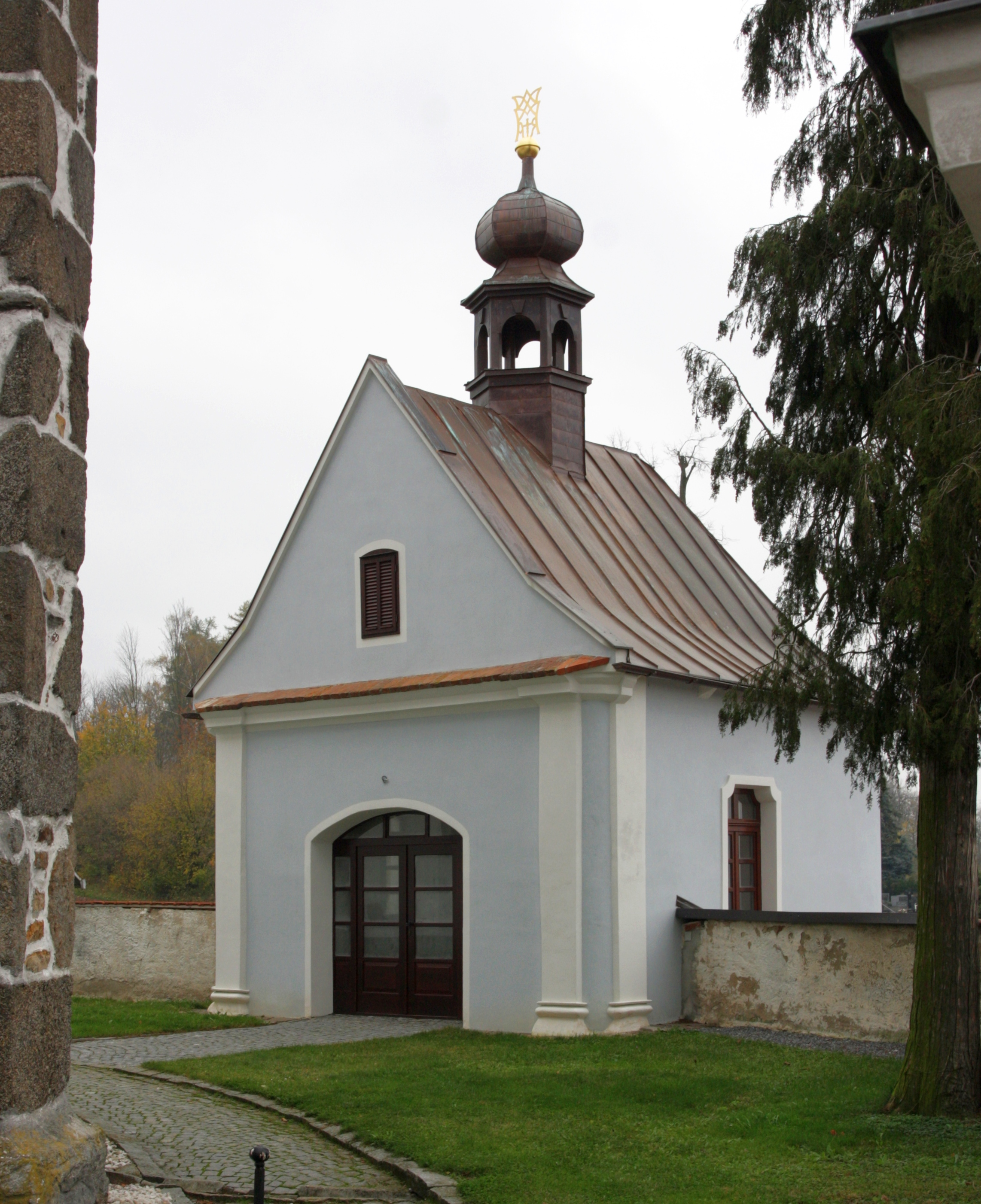
kaple u kostela
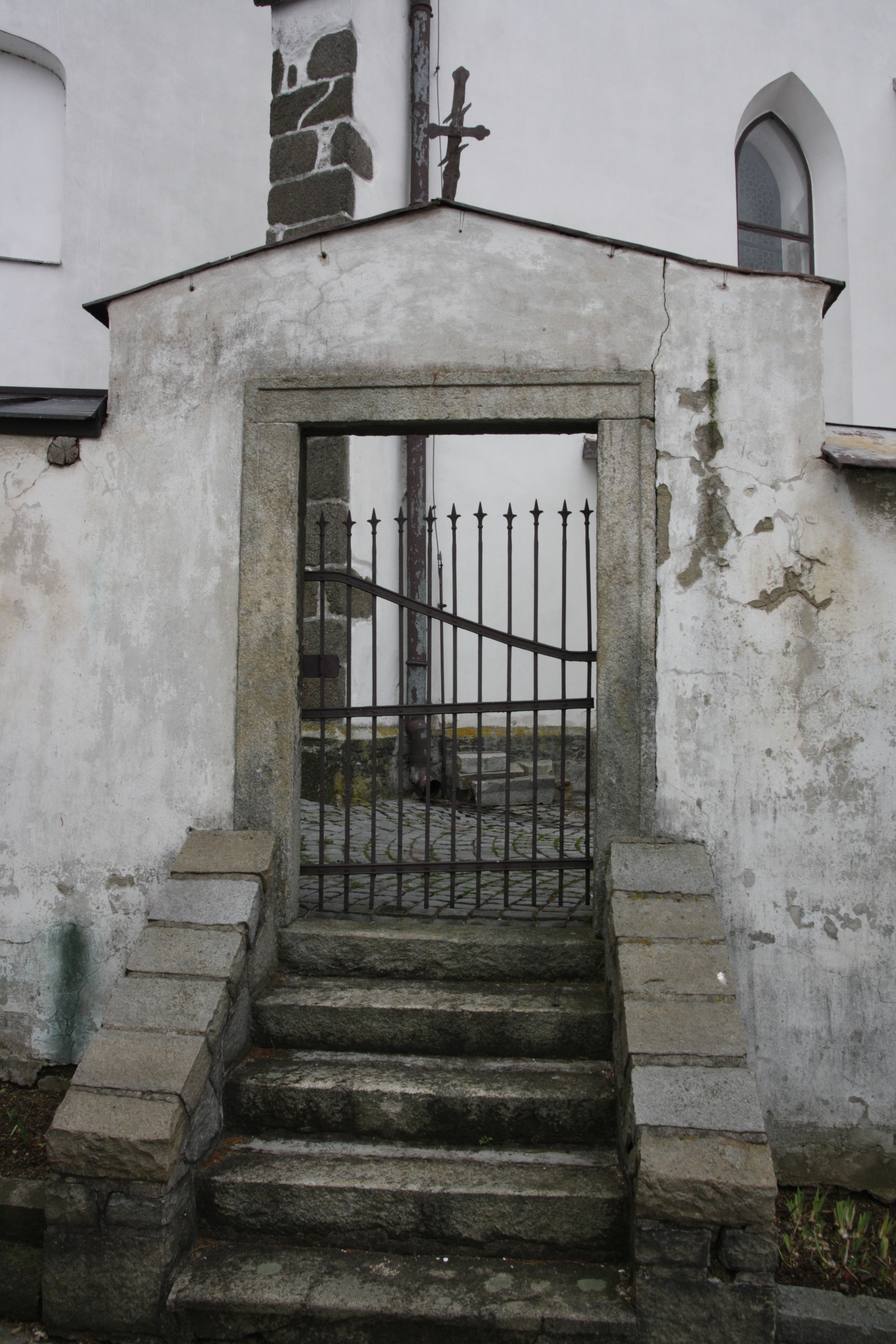
branka v ohradní zdi